# Violetta
Violetta este o telenovelă argentiniană pentru adolescenți care a fost difuzată pentru prima dată pe Disney Channel la data de 13 mai 2012. Serialul este o co-producție între compania argentiniană de producție Pol-ka Producciones și canalele Disney Channel din America Latină, Europa de Est, Orientul Mijlociu și Africa Subsahariană. 
Violetta spune povestea unei adolescente talentate cu acest nume, care pleacă din Madrid (Spania) în orașul ei natal, Buenos Aires, pentru a găsi iubirea și pentru a explora pasiunea ei pentru muzică. Spectacolul este filmat în cea mai mare parte în Buenos Aires, în special în cartierul La Boca dar și în Spania. Nicolas Fromentel a compus toate melodiile. Melodia din introducere este En mi mundo („În lumea mea”).
Fiecare episod conține cântece originale din diferite genuri muzicale.

## Povestea - primul sezon
Serialul Violetta spune povestea unei adolescente talentate care se întoarce în orașul său natal, Buenos Aires, împreună cu tatăl ei, după câțiva ani trăiți în Europa. Acolo găsește prieteni loiali, descoperă adevărata iubire și o pasiune pentru muzică. Ea îi întâlnește pe Tomas și Leon, doi băieți cu personalități diferite care luptă pentru inima ei.
Dar ea îl alege pe Leon, iar cu toate astea Tomas trebuie să plece departe pentru a-l ajuta pe tatăl său.

## Al doilea sezon
- Probleme în ascultarea fișierului? Consultați pagina de ajutor.

Violetta și Leon se împacă, dar Diego (un nou personaj), care face parte din planul Ludmilei, face tot posibilul să-i despartă și să o scoată pe Violetta de la studio. Leon practică motocross și se îndrăgostește de Lara, mecanica sa. German este mult mai înțelegător, dar nu are încredere în Violetta și o spionează o perioadă, deghizându-se în Jeremias. Violetta află ce a făcut tatăl său și s-a supărat mult pe el, dar în cele din urmă s-au împăcat. Matías și Jade angajează o actriță (Esmeralda) care să-i fure banii lui German, să-l cucerească, iar apoi să-l lase cu inima frântă. Adevărul este că German nu îi este indiferent Esmeraldei și chiar se îndrăgostește de German. Violetta va fi împreună cu Diego, iar Leon cu Lara. Într-o zi Leon îi filmează pe Ludmila și Diego vorbind despre planul împotriva Violettei, iar când Violetta vede filmulețul se desparte de Diego. Acela a fost momentul dinaintea intrării pe scena din Madrid, însă afectată de aflarea adevărului, Violetta a început să plângă, iar apoi Leon a intrat și au cântat împreună. Leon și Lara se despart deoarece Leon se gândește la Violetta. Până la urmă Violetta și Leon vor fi împreună.

## Al treilea sezon
German o întâlnește pe viitoarea lui soție, Priscila (mama Ludmilei), însă timpul va demonstra răutatea ei. Forțate de conjunctură și contrar acțiunilor Ludmilei de a-i despărți pe cei doi, Violetta și Ludmila vor locui sub același acoperiș. Sentimentele de protecție, acceptare și iubire oferite Ludmilei de către German și Violetta o va schimba pe Ludmila, cele două fete devenind la fel de apropiate ca două surori. Angie se întoarce și datorită geloziei Priscilei, toți vor face cunoștință cu noua față a mamei Ludmilei. Cât despre Violetta și Leon, aceștia vor fi despărțiți datorită lipsei de înțelegere pe tema dorinței lui Leon de a părăsi studioul pentru trupa sa. Violetta se deghizează în Roxy (și Francesca în Fausta), Leon îndrăgostindu-se de ea. Studioul va trece printr-o perioadă dificilă din punct de vedere financiar, aspect datorat în mare parte și schimbărilor din cadrul acestuia: Antonio se stinge de bătrânețe, după care Pablo renunță la studio, iar Gregorio devine director. Jade se căsătorește cu Nicolas (un prosper om de afaceri), al cărui fiu (Clement) studiază în secret la studio sub o altă identitate (Alex). German se căsătorește cu Angie și va fi noul proprietar al studioului. Diego și Francesca, Clement și Gery sunt împreună.

## Distribuția
Actorii serialului sunt:

### Adulți
- Diego Ramos: Germán Castillo
- Clara Alonso: Angeles Angie Carrará
- Florencia Benítez: Jade LaFontaine
- Joaquín Berthold: Matías LaFontaine
- Mirta Wons: Olga
- Florencia Ortiz: Priscilla Ferro
- Carla Pandolfi: Esmeralda
- Alfredo Allende: Lisandro Ramallo

### Adolescenți
Pablo Espinosa
- Martina Stoessel: Violetta Castillo
- Mercedes Lambre: Ludmila Ferro Sussanna
- Alba Rico Navarro: Natalia
- Jorge Blanco: Leon Vargas
- Diego Domínguez Llort: Diego Hernández (sezoanele 2-3)
- Candelaria Molfese: Camila Torres
- Facundo Gambandé: Maximiliano Ponte
- Lodovica Comello: Francesca Caviglia
- Simone Lijoi: Luca Caviglia (sezonul 1)
- Artur Logunov: Braco (sezonul 1)
- Rodrigo Velilla: Napo (sezonul 1)
- Nicolas Garnier: Andres
- Lucía Gil: Helena "Lena"
- Samuel Nascimento: Broadway
- Damien Lauretta:  Clement Galan/ Alex (sezonul 3)
- Macarena Miguel: Gery (sezonul 3)
- Ruggero Pasquarelli: Federico
- Valeria Baroni: Lara Jiménez (sezonul 2)
- Nicole Luis: Laura (sezonul 1)
- Sumi Justo: Mara (sezonul 1)
- Iara Muñoz: Agus (sezonul 1)

### Profesori
- Ezequiel Rodríguez: Pablo Galindo
- Pablo Sultani: Roberto Benvenuto "Beto"
- Rodrigo Pedreira: Gregorio Casal
- Alberto Fernández de Rosa: Antonio Fernández Vallejo
- Rodrigo Frampton: Milton Vinicius
- Valentina Frione: Jackie Saenz
- Germán Tripel: Rafael "Rafá" Palmer (sezonul 1)
- Pedro Maurizi: Maestro Zambrano (sezonul 1)

## Personaje

#### Protagoniști
- Violetta Castillo: O adolescentă ce se întoarce în orașul ei natal, în Buenos Aires alături de tatăl ei, Germán. Ea urmează cursurile de muzică la Studio 21. O are drept guvernantă pe Angie, care este sora mamei ei. Violetta nu știe acest lucru. Violettei nu-i place de Jade iubita lui German și de fratele ei, Matias care este un infractor. Deși ea îl va alege pe Thomas, acesta va pleca în Spania, așa că va rămîne cu Leon.
- Leon: Este iubitul Ludmilei, unul dintre membrii grupului popular. La început, el are o relație cu Ludmila, dar după ce află că ea îl vrea pe Tomás, o face geloasă cu Violetta. Pe parcurs, el se îndrăgostește de Violetta pe bune. Este o fire geloasă. Nu-l suportă pe Tomás. De-a lungul sezoanelor se vor certa și împăca de repetate ori, în special datorită altor personaje (Tomas, Diego, Lara, Clement/Alex, Gery etc.).
- Tomás Heredia: Băiatul de care se îndrăgostește Violetta prima dată. El este din Spania și intră la Studio 21 odată cu Violetta. El o iubește pe Violetta, însă la finalul primului sezon se întoarce în Spania.

#### Personaje secundare
- German Castillo: Tatăl protector al Violettei. El este iubitul lui Jade, deși după ce se întâlnește cu Angie, începe să se îndrăgostească de aceasta. El obișnuia să se mute cu Violetta dintr-un loc în altul, din cauza serviciului său. El nu vrea ca Violetta să-i calce pe urmele mamei sale și să devină cântăreață.Dar după aceea o lăsa să studieze la studio.
- Angie: Este guvernanta Violettei, dar și mătușa acesteia, acest lucru nefiind știut de Violetta (atât Violetta, cât și German vor afla acest lucru ulterior). Ea o iubește mult pe nepoata ei și începe să se îndrăgostească de German. Este de asemenea și profesoară de canto la Studio.
- Jade LaFontaine: Iubita lui German. Ea vrea să se căsătorească cu el pentru averea lui, după cererile fratelui ei, dar se dovedește ca ea chiar îl iubește pe German. Ea nu le suportă pe Angie și Violetta și devine geloasă pe Angie. În ultimul sezon ea își va găsi adevărata iubire.
- Matías LaFontaine: Fratele lui Jade, capul răutăților. Este cel care o forțează pe Jade să se mǎrite cu German după ce familia lor a dat faliment.
- Olga: Una dintre servitoarele casei. Ea o iubește pe Violetta ca pe propriul copil.
- Lisandro Ramallo: Mâna dreaptă a lui German. Este îndrăgostit de Olga. Face parte din trupa "Spațiu Personal" și este unul din fondatorii ei.
- Ludmila Ferro: Fata cea populară de la Studio 21. Ea are o relație cu Leon, dar după ce-l vede pe Tomás, vrea să aibă o relație cu el, deși el o iubea pe Violetta. Ea o are drept asistentă pe Naty. Ludmila o pune pe Naty să facă totul, cum ar fi: să îi facă unghiile, să răspundă la telefon, să îi pregătească baia.... Până la urmă va rămîne cu Federico, pentru că Thomas va pleca în Spania.
- Naty (Natalia): Este asistenta Ludimilei, astfel ajungând între cei populari. Deși nu o place pe Ludmila, Naty stă pe lângă ea, știind că aceasta este singura ei șansă să fie în grupul popularilor. Mâna dreaptă a Ludmilei, deși uneori e mai mult ca un animal de companie pentru aceasta. Naty este drăguță, dar nu fenomenală, ea trăiește pentru modă și le privește de sus pe celelalte studente. În adâncul ei, e o fată foarte nesigură, care crede că singura cale spre succes este să facă parte din gașca "cool".
- Camila Torres: Una dintre prietenele Violettei. Este bună prietenă cu Maxi și Francesca. Studiază alături de prietenii ei la Studio 21. De asemenea este si iubita lui Broadway.
- Maxi (Maximiliano) Ponte: Unul dintre prietenii Violettei. Este bun prieten cu Camilla și Francesca. Studiază alături de prietenii lui la Studio 21.
- Francesca Cauviglia: Una dintre prietenele Violettei. Ea este din Italia și se mută alături de fratele ei, Luca, în Buenos Aires pentru ca ea să studieze la Studio 21. La început, ea îl place pe Tomás, dar după ce află că și Violetta îl place, uită de iubirea ei față de Tomás și îi ajută să fie împreună. Este deșteaptă, altruistă și provine dintr-o familie modestă. Știe că familia ei trebuie să facă eforturi pentru ca ea să poată frecventa "Studio 21". În sezonul 3 ea devine iubita lui Diego.
- Luca Cauviglia: Fratele mai mare al Francescăi. El deține "Resto Bar-ul", unde sora lui și prietenele ei își petrec cel mai des timpul liber. Apare doar în primul sezon.
- Braco: Unul dintre prietenii Violettei. El provine dintr-o țară străină, pe care el nu o dezvăluie. Spune deseori expresii în limba lui natală. Deși nu-i suportă pe Tomas și pe Leon nu se v-a putea apropia de Violetta pentru că se adresează în ucraineană.
- Napo (Napoleón): Verișorul Ludmilei. Vrea să intre și el în grupul popularilor, dar Ludmila nu-l bagă în seamă. Pînă la urmă v-a deveni cel mai bun prieten a lui Brako.
- Andres: Este bun prieten cu Leon. Este puțin mai emotiv. O perioadă, el crede că Ludmila este îndrăgostita de el. În sezonul 3 creează un blog pe care se prezintă ca fiind Doctorul în Dragoste, acest lucru aducând probleme trupei și cuplurilor de la Studio.
- Pablo Galindo: Unul dintre profesorii de la Studio. El a fost directorul Studioului, dar după eșecul unui spectacol, demisionează din postul de profesor. Devine chelner la restaurantul fratelui lui Francesca.El este îndrăgostit de Angie.
- Roberto Benvenuto (Beto): Unul dintre profesorii de la Studio. El îi ia mereu apărarea lui Tomás, dar și celorlalți elevi ai Studioului.
- Gregorio Casal: Cel mai exigent dintre profesorii Studioului. El devine director după ce spectacolul organizat de Pablo eșuează. El crede că toți, mai ales Tomás sunt împotriva lui. La sfârșitul sezonului 3 este înlocuit din nou de Pablo. Gregorio crede că studioul este un eșec și încearcă să îl saboteze. De asemenea are probleme cu Diego, cu care se ceartă mereu însă își v-a găsi calmul la studioul lui Art Rebel.
- Antonio Fernández Vallejo: Deținătorul Studioului. El îi susține pe copii însă v-a muri în sezonul 3.
- Broadway: Un instructor de dans nou venit la Studio si este îndrăgostit de Camila.
- Federico (Fede): Unul dintre elevii studioului. Venit din Italia, va trăi la Violetta. În primul sezon este îndrăgostit de ea, apoi însă, devin cei mai buni prieteni , îndrăgostindu-se de Ludmila cu care formează un cuplu. El este o fostă vedetă Yummix, dar mai apoi, devine co-fondator al boy-bandului, format din Leon, Andreas, Broadway, Maxi și desigur Federico.
- Lena (Helena): Sora Nataliei. Are un blog pe care îl vizitează foarte mulți oameni. Gregorio o înscrie la Studio pe Lena, dar ea pleacă după o perioadă de timp. Ea o face pe Naty să se depărteze de Ludmila și o face să aibă mai multă încredere în ea.

## Tabel personaje
| Personaje              | Actori                    | Actori                    | Actori                    |                       |
| Personaje              | Sezonul 1 (2012)          | Sezonul 2 (2013)          | Sezonul 3 (2014)          |                       |
| ---------------------- | ------------------------- | ------------------------- | ------------------------- | --------------------- |
| Herman Castillo        | Diego Ramos               | Diego Ramos               | Diego Ramos               |                       |
| Violetta Castillo      | Martina Stoessel          | Martina Stoessel          | Martina Stoessel          |                       |
| Tomas Heredia          | Pablo Espinosa            |                           |                           |                       |
| Leon Vargas            | Jorge Blanco              | Jorge Blanco              | Jorge Blanco              |                       |
| Diego Hernández        |                           | Diego Domínguez           | Diego Domínguez           |                       |
| Ludmilla Sussana Ferro | Mercedes Lambre           | Mercedes Lambre           | Mercedes Lambre           |                       |
| Andres Calixto         | Nicolás Garnier           | Nicolás Garnier           | Nicolás Garnier           |                       |
| Natalia Vidal          | Alba Rico Navarro         | Alba Rico Navarro         | Alba Rico Navarro         |                       |
| Francesca Caviglia     | Lodovica Comello          | Lodovica Comello          | Lodovica Comello          |                       |
| Camila Torres          | Candelaria Molfese        | Candelaria Molfese        | Candelaria Molfese        |                       |
| Maximiliano Ponte      | Facundo Gambandé          | Facundo Gambandé          | Facundo Gambandé          |                       |
| Luca Caviglia          | Simone Lijoi              |                           |                           |                       |
| Broduey                | Samuel Nascimento         | Samuel Nascimento         | Samuel Nascimento         |                       |
| Federico               | Ruggero Pasquarelli       | Ruggero Pasquarelli       | Ruggero Pasquarelli       |                       |
| Braco                  | Artur Logunov             |                           |                           |                       |
| Napoleon               | Rodrigo Velilla           |                           |                           |                       |
| Marco Tavelli          |                           | Xabiani Ponce De León     | Xabiani Ponce De León     | Xabiani Ponce De León |
| Lara                   |                           | Valeria Baroni            |                           |                       |
| Angeles Carrará        | Clara Alonso              | Clara Alonso              | Clara Alonso              |                       |
| Jade LaFontaine        | Florencia Benítez         | Florencia Benítez         | Florencia Benítez         |                       |
| Matias LaFontaine      | Joaquín Berthold          | Joaquín Berthold          | Joaquín Berthold          |                       |
| Olga Patricia Peña     | Mirta Wons                | Mirta Wons                | Mirta Wons                |                       |
| Lisandro Ramallo       | Alfredo Allende           | Alfredo Allende           | Alfredo Allende           |                       |
| Gregorio Casal         | Rodrigo Pedreira          | Rodrigo Pedreira          | Rodrigo Pedreira          |                       |
| Roberto Benvenuto      | Pablo Sultani             | Pablo Sultani             | Pablo Sultani             |                       |
| Pablo Galindo          | Ezequiel Rodríguez        | Ezequiel Rodríguez        | Ezequiel Rodríguez        |                       |
| Esmeralda Di Pietro    |                           | Carla Pandolfi            |                           |                       |
| Jacqueline Saenz       |                           | Valentina Frione          |                           |                       |
| Antonio Jerez          | Alberto Fernández de Rosa | Alberto Fernández de Rosa | Alberto Fernández de Rosa |                       |
| Gery                   |                           |                           | Macarena Miguel           |                       |
| Alex/Clement           |                           |                           | Damien Lauretta           |                       |
| Priscilla Ferro        |                           |                           | Florencia Ortiz           |                       |
| Milton Vinicius        |                           |                           | Rodrigo Frampton          |                       |
| Maroti                 | Diego Alcala              | Diego Alcala              | Diego Alcala              |                       |
| Nicolas Cortes         |                           |                           | Nacho Gadano              |                       |

## Episoade

#### Tabel premiere
| Sezon | Sezon | Episoade | Episoade | Difuzare originală în America Latină | Difuzare originală în America Latină | Difuzare originală în România | Difuzare originală în România |
| Sezon | Sezon | Episoade | Episoade | Premiera sezonului                   | Finalul sezonului                    | Premiera sezonului            | Finalul sezonului             |
| ----- | ----- | -------- | -------- | ------------------------------------ | ------------------------------------ | ----------------------------- | ----------------------------- |
|       | 1     | 80       | 40       | 14 mai 2012                          | 6 iulie 2012                         | 18 februarie 2013             | 10 mai 2013                   |
|       | 1     | 80       | 40       | 3 septembrie 2012                    | 26 octombrie 2012                    | 10 iunie 2013                 | 30 august 2013                |
|       | 2     | 80       | 40       | 29 aprilie 2013                      | 21 iunie 2013                        | 21 octombrie 2013             | 31 ianuarie 2014              |
|       | 2     | 80       | 40       | 19 august 2013                       | 11 octombrie 2013                    | 28 februarie 2014             | 23 mai 2014                   |
|       | 3     | 80       | 40       | 28 iulie 2014                        | 17 octombrie 2014                    | 10 noiembrie 2014             | 13 februarie 2015             |
|       | 3     | 80       | 40       | 17 noiembrie 2014                    | 6 februarie 2015                     | 16 martie 2015                | 12 iunie 2015                 |

## Media

#### Muzica
Principla temă de deschidere și de închidere a serialului este "En mi mundo" în versiunea originală. Datorită lansării serialului la nivel mondial, au apărut diferite versiuni a melodiei de deschidere, astfel în Franța, pentru primele patruzeci de episoade ale primului sezon, în locul originalului este cântată o versiune în franceză cântată de Cynthia și intitulată "Dans Mon Monde", în Brazilia este cântată de Mayra Arduini și numită "Pelo mundo", în Italia, a fost cântat de Martina Alejandra Stoessel versiunea în limba italiană a "En mi Mundo", intitulat "Nel Mio Mondo", în Rusia sunt cunoscute două versiuni intitulate "Вижу мир свой" și "Я лечу к тебе". În Marea Britanie a apărut o versiune în engleză numită "In my own world", care a apărut pe al doilea album a serialului, numit "Cantar es lo que soy". În România, Polonia și Turcia, este folosit  originalul.
| An   | Detalii |
| ---- | --- |
| 2012 | Violetta - Publicație: 5 iunie 2012 - Format: CD, descarcare digitala - Casa de discuri: Walt Disney Records                  |
| 2012 | Cantar es lo que soy - Publicație: 23 noiembrie 2012 - Format: CD, descarcare digitala - Casa de discuri: Walt Disney Records |
| 2013 | Hoy somos más - Publicație: 11 iunie 2013 - Format: CD, descarcare digitala - Casa de discuri: Walt Disney Records            |

- Algo suena en mi
- Destinada a brillar
- Junto somos mas
- Entre tu y yo
- Tienes todo
- Voy por ti
- Ahi estare
- Te creo
- Habla si puedes
- Are you ready for the ride
- Junto a ti
- Veo veo
- Dile que si
- Como quieres
- Ti credo
- Ven y canta
- Tienes el talento
- Te esperare
- Nuestro Camino
- Algo se esciente
- Yo soy asi
- Cuando me voy
- Peligrosamente bellas
- Alcancemos las estrellas
- Codigo Amistad
- Hoy somos más
- Euforia
- Si es por amor
- On Beat
- Podemos
- Mi mejor momento
- Algo se enciende
- Ven con nosotros
- Nel mio mondo
- Entre dos mundos
- Ser mejor
- Esto no puedo terminar
- Te fazer feliz
- Luz camara y accion
- Verte de lejos
- Tu foto de verano

- Supercreativa
- Amor en el Aire
- Rescata mi Corazon
- Descubri
- Quiero
- Aprendi a decir adios
- Encender Nuestra Luz
- En Gira
- A mi Lado
- Ser quien soy
- Queen of the dance floor
- Underneath it all
- Friends 'till the end
- Crecimos Juntos
- Mas Que Dos
- Abrazame y Veras
- Es mi pasion
- LLamame
- Solo pienso en ti
- Mas que una amistad
- Mil vidas atras
- Mi Princesa

#### Revistă
Din 10 octombrie 2012 este disponibilă în Italia revista oficială a seriei intitulată Violetta. Revista lunară este redactată de Veronica Di Lisio și oferă interviuri, fotografii nepublicate ale seriei și chiar jocuri, postere și grile pentru publicul feminin. În Argentina este publicată o revistă cu același conținut ca și cea italiană. În Chile pot fi achiziționate de la 21 decembrie 2012. Chiar și în Spania este o revistă lunară dedicată telenovelei. Chair și în România există o revistă intitulată Violetta.

#### Album autocolant
În aceeași zi în care a fost publicată  revista, a fost, de asemenea, lansat și albumul autocolant, la prețuri accesibile atașat la revistă sau individual. Albumul este publicat de către Panini.

#### Alte produse
Au fost, de asemenea, publicate pe piață ouă de Paște și notebook-uri (în Brazilia). În plus, actorul italian Simon Lijoi a creat coloana intitulată "Chiedilo un Simone", unde fanii pe pagina sa de Facebook pun niște întrebări și el răspunde, primul articol a fost publicat la 22 martie 2013 și mai târziu a fost publicat în fiecare joi.

## Violetta - versiunea teatrală
În anul 2013, a fost confirmată o adaptare a seriei în versiune de teatru. Acesta a fost anunțat că va începe la Teatro Gran Rex din Buenos Aires pe 13 iulie 2013. Spectacolul este intitulat "Violetta en vivo", și va putea fi văzut zilnic la ora 14:30 și 17:30 până pe 28 iulie. Drept urmare, s-a hotărât să se extindă până în 15 septembrie, dar nu zilnic. Vor fi 60 de spectacole în mai multe țări.

### Premiere
| Data               | Țara      | Oraș              | Teatru                                |
| ------------------ | --------- | ----------------- | ------------------------------------- |
| America Latină     |           |                   |                                       |
| 13 iulie 2013      | Argentina | Buenos Aires      | Teatro Gran Rex                       |
| 14 iulie 2013      | Argentina | Buenos Aires      | Teatro Gran Rex                       |
| 16 iulie 2013      | Argentina | Buenos Aires      | Teatro Gran Rex                       |
| 17 iulie 2013      | Argentina | Buenos Aires      | Teatro Gran Rex                       |
| 18 iulie 2013      | Argentina | Buenos Aires      | Teatro Gran Rex                       |
| 19 iulie 2013      | Argentina | Buenos Aires      | Teatro Gran Rex                       |
| 20 iulie 2013      | Argentina | Buenos Aires      | Teatro Gran Rex                       |
| 21 iulie 2013      | Argentina | Buenos Aires      | Teatro Gran Rex                       |
| 23 iulie 2013      | Argentina | Buenos Aires      | Teatro Gran Rex                       |
| 24 iulie 2013      | Argentina | Buenos Aires      | Teatro Gran Rex                       |
| 25 iulie 2013      | Argentina | Buenos Aires      | Teatro Gran Rex                       |
| 26 iulie 2013      | Argentina | Buenos Aires      | Teatro Gran Rex                       |
| 27 iulie 2013      | Argentina | Buenos Aires      | Teatro Gran Rex                       |
| 28 iulie 2013      | Argentina | Buenos Aires      | Teatro Gran Rex                       |
| 2 august 2013      | Argentina | Buenos Aires      | Teatro Gran Rex                       |
| 3 august 2013      | Argentina | Buenos Aires      | Teatro Gran Rex                       |
| 4 august 2013      | Argentina | Buenos Aires      | Teatro Gran Rex                       |
| 9 august 2013      | Argentina | Buenos Aires      | Teatro Gran Rex                       |
| 10 august 2013     | Argentina | Buenos Aires      | Teatro Gran Rex                       |
| 15 august 2013     | Argentina | Buenos Aires      | Teatro Gran Rex                       |
| 16 august 2013     | Argentina | Buenos Aires      | Teatro Gran Rex                       |
| 17 august 2013     | Argentina | Buenos Aires      | Teatro Gran Rex                       |
| 18 august 2013     | Argentina | Buenos Aires      | Teatro Gran Rex                       |
| 23 august 2013     | Argentina | Buenos Aires      | Teatro Gran Rex                       |
| 24 august 2013     | Argentina | Buenos Aires      | Teatro Gran Rex                       |
| 25 august 2013     | Argentina | Buenos Aires      | Teatro Gran Rex                       |
| 27 august 2013     | Argentina | Buenos Aires      | Teatro Gran Rex                       |
| 30 august 2013     | Argentina | Buenos Aires      | Teatro Gran Rex                       |
| 31 august 2013     | Argentina | Buenos Aires      | Teatro Gran Rex                       |
| 1 septembrie 2013  | Argentina | Buenos Aires      | Teatro Gran Rex                       |
| 5 septembrie 2013  | Argentina | Buenos Aires      | Teatro Gran Rex                       |
| 6 septembrie 2013  | Argentina | Buenos Aires      | Teatro Gran Rex                       |
| 7 septembrie 2013  | Argentina | Buenos Aires      | Teatro Gran Rex                       |
| 8 septembrie 2013  | Argentina | Buenos Aires      | Teatro Gran Rex                       |
| 10 septembrie 2013 | Argentina | Buenos Aires      | Teatro Gran Rex                       |
| 11 septembrie 2013 | Argentina | Buenos Aires      | Teatro Gran Rex                       |
| 14 septembrie 2013 | Argentina | Buenos Aires      | Teatro Gran Rex                       |
| 15 septembrie 2013 | Argentina | Buenos Aires      | Teatro Gran Rex                       |
| 28 septembrie 2013 | Paraguay  | Asunción          | Polideportivo del Club Sol de América |
| 29 septembrie 2013 | Paraguay  | Asunción          | Polideportivo del Club Sol de América |
| 3 octombrie 2013   | Argentina | Santa Fé          | Club Unión Santa Fé                   |
| 4 octombrie 2013   | Argentina | Santa Fé          | Club Unión Santa Fé                   |
| 6 octombrie 2013   | Argentina | Rosario           | Metropolitano                         |
| 7 octombrie 2013   | Argentina | Rosario           | Metropolitano                         |
| 9 octombrie 2013   | Argentina | Neuquén           | Stadio Ruca Che                       |
| 11 octombrie 2013  | Chile     | Santiago de Chile | Movistar Arena                        |

| 12 octombrie 2013 |           |              |                                               |
| 13 octombrie 2013 |           |              |                                               |
| 16 octombrie 2013 | Argentina | Mendoza      | Arena Maipú                                   |
| 17 octombrie 2013 | Argentina | Mendoza      | Arena Maipú                                   |
| 19 octombrie 2013 | Argentina | Cordoba      | Orfeo Superdomo                               |
| 20 octombrie 2013 | Argentina | Cordoba      | Orfeo Superdomo                               |
| 21 octombrie 2013 | Argentina | Cordoba      | Orfeo Superdomo                               |
| 26 octombrie 2013 | Brazilia  | San Paolo    | Credicard Hall                                |
| 27 octombrie 2013 | Brazilia  | San Paolo    | Credicard Hall                                |
| 1 noiembrie 2013  | Uruguay   | Montevideo   | Teatro de Verano                              |
| 2 noiembrie 2013  | Uruguay   | Montevideo   | Teatro de Verano                              |
| 15 noiembrie 2013 | Venezuela | Valencia     | Forum de Valencia                             |
| 16 noiembrie 2013 | Venezuela | Caracas      | Poliedro de Caracas                           |
| Europa            |           |              |                                               |
| 30 noiembrie 2013 | Spania    | Barcelona    | Palau Sant Jordi                              |
| 1 decembrie 2013  | Spania    | Barcelona    | Palau Sant Jordi                              |
| 5 decembrie 2013  | Spania    | Bilbao       | Bilbao Arena                                  |
| 7 decembrie 2013  | Spania    | Madrid       | Palacio de Deportes de la Comunidad de Madrid |
| 8 decembrie 2013  | Spania    | Madrid       | Palacio de Deportes de la Comunidad de Madrid |
| 13 decembrie 2013 | Spania    | Valencia     | Pabellón Municipal Fuente de San Luis         |
| 14 decembrie 2013 | Spania    | Valencia     | Pabellón Municipal Fuente de San Luis         |
| 15 decembrie 2013 | Spania    | Málaga       | Palacio de Deportes José María Martín Carpena |
| 3 ianuarie 2014   | Italia    | Milano       | Mediolanum Forum                              |
| 4 ianuarie 2014   | Italia    | Milano       | Mediolanum Forum                              |
| 6 ianuarie 2014   | Italia    | Bolonia      | Unipol Arena                                  |
| 10 ianuarie 2014  | Italia    | Roma         | PalaLottomatica                               |
| 11 ianuarie 2014  | Italia    | Roma         | PalaLottomatica                               |
| 15 ianuarie 2014  | Franța    | Paris        | Le Grand Rex                                  |
| 17 ianuarie 2014  | Franța    | Paris        | Le Grand Rex                                  |
| 18 ianuarie 2014  | Franța    | Paris        | Le Grand Rex                                  |
| 19 ianuarie 2014  | Franța    | Paris        | Le Grand Rex                                  |
| 21 ianuarie 2014  | Italia    | Napoli       | PalaPartenope                                 |
| 22 ianuarie 2014  | Italia    | Napoli       | PalaPartenope                                 |
| 25 ianuarie 2014  | Italia    | Catania      | PalaCatania                                   |
| 26 ianuarie 2014  | Italia    | Catania      | PalaCatania                                   |
| 28 ianuarie 2014  | Italia    | Padua        | PalaFabris                                    |
| 29 ianuarie 2014  | Italia    | Padua        | PalaFabris                                    |
| 31 ianuarie 2014  | Italia    | Florența     | Nelson Mandela Forum                          |
| 1 februarie 2014  | Italia    | Florența     | Nelson Mandela Forum                          |
| 2 februarie 2014  | Italia    | Torino       | Palasport Olimpico                            |
| America Latină    |           |              |                                               |
| 28 februarie 2014 | Argentina | Buenos Aires | Luna Park                                     |

## Programe similare

### The U-Mix Show
Din 19 mai 2012, în Argentina, a fost prezentat The U-Mix Show, program săptămânal ce prezintă un rezumat a săptămânii cu seriale și interviuri cu participanții în serie. Este prezentat prin Roger González și prin Daniel Martins. În Brazilia este prezentat prin Bruno Heder.

### El V-log de Francesca
Este o  serie web prezentată prin Lodovica Comello și este filmat in dormitorul ei. Este formată din șaisprezece episoade, prima emisie a fost în 10 iunie 2012 și ultima în 22 octombrie 2012. De asemenea episoadele au fost dublate în italiană sub numele de El videoblog de Francesca și în Brazilia cu numele de O V-log de Francesca.

### Ludmila Cyberst@r
Este o serie web postată pentru prima dată în 1 iunie  2012 pe canalul oficial Disney Channel Argentina de pe platforma YouTube. Seria constă în opt episoade iar ultima oară s-a postat pe YouTube pe 17 septembrie 2012 și apoi s-a difuzat în continuare pe aceeași paginǎ web a canalului portughez Disney Channel.

## Premii și nominalizări
| An   | Premiu                        | Categorie                                                | Nominalizare                           | Rezultat     |
| ---- | ----------------------------- | -------------------------------------------------------- | -------------------------------------- | ------------ |
| 2012 | Kids' Choice Awards Argentina | Favorite TV Show                                         | Favorite TV Show                       | Nominalizare |
| 2012 | Kids' Choice Awards Argentina | Actorul favorit                                          | Pablo Espinosa                         | Câștigat     |
| 2012 | Kids' Choice Awards Argentina | Ticălosul favorit                                        | Mercedes Lambre                        | Câștigat     |
| 2012 | Kids' Choice Awards Argentina | Femeia nou venită                                        | Martina Stoessel                       | Câștigat     |
| 2013 | Kids' Choice Awards           | Artistul latin favorit                                   | Martina Stoessel                       | Nominalizare |
| 2013 | Premios Gardel                | Cel mai bun soundtrack a albumului de film / Televiziune | Violetta                               | Câștigat     |
| 2013 | Premios Martín Fierro         | Outstanding Children / Youth's Program                   | Outstanding Children / Youth's Program | Câștigat     |
| 2013 | Premios Martín Fierro         | Femeia nou venită                                        | Martina Stoessel                       | Câștigat     |
| 2013 | Kids' Choice Awards Mexic     | Actorul favorit                                          | Jorge Blanco                           | Câștigat     |
| 2013 | Kids' Choice Awards Mexic     | Seria TV favortă                                         | Seria TV favortă                       | Nominalizare |
| 2013 | Kids' Choice Awards Mexic     | Ticălosul favorit                                        | Mercedes Lambre                        | Nominalizare |
| 2013 | Kids' Choice Awards Mexic     | Cel mai bun actor secundar                               | Pablo Espinosa                         | Nominalizare |
| 2013 | Kids' Choice Awards Mexic     | Cea mai bună actriță secundară                           | Clara Alonso                           | Nominalizare |
| 2013 | Kids' Choice Awards Argentina | Favorite TV Show                                         | Favorite TV Show                       | Nominalizare |
| 2013 | Kids' Choice Awards Argentina | Actorul favorit                                          | Jorge Blanco                           |              |
| 2013 | Kids' Choice Awards Argentina | Actrița favoită                                          | Martina Stoessel                       | Nominalizare |
| 2013 | Kids' Choice Awards Argentina | Actrița favorită                                         | Lodovica Comello                       | Nominalizare |
| 2013 | Kids' Choice Awards Argentina | Cel mai bun actor suportat                               | Samuel Nascimento                      | Nominalizare |
| 2013 | Kids' Choice Awards Argentina | Ticălosul favorit                                        | Mercedes Lambre                        | Nominalizare |
| 2013 | Kids' Choice Awards Argentina | Noul venit                                               | Xabiani Ponce De León                  | Nominalizare |

- En mi mundo (melodie de intro)
- Algo suena en mi
- Destinada a brillar
- Te creo
- Voy por ti
- Juntos somos mas
- Entre tu y yo
- Are you ready for the ride
- Dile que si
- Junto a ti
- Tienes todo
- Veo veo
- Habla si puede
- Ven y canta

## Lansări internaționale
| Țară/Regiune                               | Canal                                 | Data premierei(sezon 1) | Data premierei(sezon 2) | Titlul în țară      | Ref.                |
| ------------------------------------------ | ------------------------------------- | ----------------------- | ----------------------- | ------------------- | ------------------- |
| Argentina                                  | Disney Channel America Latină         | 14 mai 2012             | 29 aprilie 2013         | Violetta            | [ 28 ]              |
| Chile                                      | Disney Channel America Latină         | 14 mai 2012             | 29 aprilie 2013         | Violetta            | [ 28 ]              |
| Bolivia                                    | Disney Channel America Latină         | 14 mai 2012             | 29 aprilie 2013         | Violetta            | [ 28 ]              |
| Columbia                                   | Disney Channel America Latină         | 14 mai 2012             | 29 aprilie 2013         | Violetta            | [ 28 ]              |
| Panama                                     | Disney Channel America Latină         | 14 mai 2012             | 29 aprilie 2013         | Violetta            | [ 28 ]              |
| Paraguay                                   | Disney Channel America Latină         | 14 mai 2012             | 29 aprilie 2013         | Violetta            | [ 28 ]              |
| Ecuador                                    | Disney Channel America Latină         | 14 mai 2012             | 29 aprilie 2013         | Violetta            | [ 28 ]              |
| Guatemala                                  | Disney Channel America Latină         | 14 mai 2012             | 29 aprilie 2013         | Violetta            | [ 28 ]              |
| Mexic                                      | Disney Channel America Latină         | 14 mai 2012             | 29 aprilie 2013         | Violetta            | [ 28 ]              |
| Honduras                                   | Disney Channel America Latină         | 14 mai 2012             | 29 aprilie 2013         | Violetta            | [ 28 ]              |
| Paraguay                                   | Disney Channel America Latină         | 14 mai 2012             | 29 aprilie 2013         | Violetta            | [ 28 ]              |
| Peru                                       | Disney Channel America Latină         | 14 mai 2012             | 29 aprilie 2013         | Violetta            | [ 28 ]              |
| Venezuela                                  | Disney Channel America Latină         | 14 mai 2012             | 29 aprilie 2013         | Violetta            | [ 28 ]              |
| Italia                                     | Disney Channel Italia                 | 14 mai 2012             | 3 iunie 2013            | Violetta            | [ 29 ]              |
| Brazilia                                   | Disney Channel Brazilia               | 10 septembrie 2012      | 19 august 2013          | Violetta            | [ 30 ]              |
| Spania                                     | Disney Channel Spania                 | 17 septembrie 2012      | 23 septembrie 2013      | Violetta            | [ 31 ]              |
| Franța                                     | Disney Channel Franța                 | 1 octombrie 2012        | 30 septembrie 2013      | Violetta            | [ 32 ]              |
| Turcia                                     | Disney Channel Turcia                 | 18 februarie 2013       | 8 noiembrie 2013        | Violetta            | [ 8 ] [ 33 ]        |
| Polonia                                    | Disney Channel Polonia                | 18 februarie 2013       | 21 octombrie 2013       | Violetta            | [ 34 ] [ 35 ]       |
| România                                    | Disney Channel România                | 18 februarie 2013       | 21 octombrie 2013       | Violetta            | [ 36 ] [ 37 ]       |
| Bulgaria                                   | Disney Channel Bulgaria               |                         |                         | Violetta            | [ 38 ]              |
| Israel                                     | Disney Channel Israel                 | 3 septembrie 2012       | 29 septembrie 2013      | ויולטה (Violetta)   | [ 8 ] [ 39 ]        |
| Rusia                                      | Disney Channel Rusia                  | 15 octombrie 2012       | 30 septembrie 2013      | Виолетта (Violetta) | [ 8 ] [ 40 ] [ 41 ] |
| Grecia                                     | Disney Channel Grecia                 | 26 august 2013          |                         | Βιολέττα (Violetta) |                     |
| Regatul Unit                               | Disney Channel Regatul Unit & Irlanda | 22 iulie 2013           |                         | Violetta            | [ 42 ]              |
| Irlanda                                    | Disney Channel Regatul Unit & Irlanda | 22 iulie 2013           |                         | Violetta            | [ 42 ]              |
| Portugalia                                 | Disney Channel Portugalia             | 16 septembrie 2013      |                         | Violetta            | [ 43 ]              |
| Țările de Jos                              | Disney Channel Țările de Jos          | 16 septembrie 2013      | 28 aprilie 2014         | Violetta            | [ 44 ]              |
| Belgia                                     | Disney Channel Țările de Jos          | 16 septembrie 2013      | 28 aprilie 2014         | Violetta            | [ 45 ]              |
| Suedia                                     | Disney Channel Scandinavia            | 14 octombrie 2013       |                         | Violetta            | [ 46 ]              |
| Norvegia                                   | Disney Channel Scandinavia            | 14 octombrie 2013       |                         | Violetta            | [ 46 ]              |
| Danemarca                                  | Disney Channel Scandinavia            | 14 octombrie 2013       |                         | Violetta            | [ 46 ]              |
| Finlanda                                   | Disney Channel Scandinavia            | 14 octombrie 2013       |                         | Violetta            | [ 46 ]              |
| Islanda                                    | Disney Channel Scandinavia            | 14 octombrie 2013       |                         | Violetta            | [ 46 ]              |
| Estonia                                    | Disney Channel Scandinavia            | 14 octombrie 2013       |                         | Violetta            | [ 46 ]              |
| Africa de Sud                              | Disney Channel Africa de Sud          | 26 august 2013          |                         | Violetta            | [ 47 ]              |
| Liga Arabă                                 | Disney Channel Orientul Mijlociu      | 26 august 2013          |                         | Violetta            | [ 48 ]              |
| Cehia                                      | Disney Channel Republica Cehă         | 11 noiembrie 2013       | 20 octombrie 2014       | Violetta            | [ 49 ] [ 50 ]       |
| Slovacia                                   | Disney Channel Republica Cehă         | 11 noiembrie 2013       | 20 octombrie 2014       | Violetta            | [ 49 ] [ 50 ]       |
| Ungaria                                    | Disney Channel Ungaria                | 11 noiembrie 2013       | 20 octombrie 2014       | Violetta            | [ 51 ]              |
| Singapore                                  | Disney Channel Singapore              | 3 martie 2014           |                         | Violetta            | [ 52 ]              |
| Germania Austria Liechtenstein Elveția     | Disney Channel (Germania)             | 1 mai 2014              |                         | Violetta            | [ 53 ]              |
| Malta Filipine Indonezia Thailanda Vietnam | Disney Channel (Asia)                 | 5 mai 2014              |                         | Violetta            | [ 54 ]              |

### Alte premiere
| Țară                 | Canal         | Premieră           | Titlul în țară      | Ref.   |
| -------------------- | ------------- | ------------------ | ------------------- | ------ |
| Argentina            | El Trece      | 24 septembrie 2012 | Violetta            | [ 55 ] |
| Chile                | Mega          | 14 ianuarie 2013   | Violetta            | [ 56 ] |
| Ecuador              | TC Televisión | 14 ianuarie 2013   | Violetta            | [ 57 ] |
| Italia               | Rai Gulp      | 8 aprilie 2013     | Violetta            | [ 58 ] |
| Paraguay             | Telefuturo    | 22 aprilie 2013    | Violetta            | [ 59 ] |
| Armenia              | Lime Tv       | 7 iulie 2013       | Վիոլետտա (Violetta) | [ 60 ] |
| Peru                 | ATV           | 30 iulie 2013      | Violetta            | .      |
| Republica Dominicană | Telesistema   | 19 august 2013     | Violetta            | [ 63 ] |
| Brazilia             | Band          | 18 noiembrie 2013  | Violetta            | [ 64 ] |